# ارهارد (مینه‌سوتا)
ارهارد، مینه‌سوتا (به انگلیسی: Erhard, Minnesota) یک شهر در ایالات متحده آمریکا است که در شهرستان اوتر تیل، مینه‌سوتا واقع شده‌است.

## خصوصیات
ارهارد ۱٫۴۵ کیلومترمربع مساحت و ۱۴۸ نفر جمعیت دارد و ۳۹۱ متر بالاتر از سطح دریا واقع شده‌است.